# Правила говора
„Правила говора” (рум. Pravila de la Govora) је прва штампана влашка књига. Одштампана 1640. године у другој штампарији у Влашкој код Манастира Говора. 
Садржи 164 листа. Рад је два штампача — Мелетија Македонског и Штефана Охридског. Правила су штампана у два издања: прво је за Влашку са предговором митрополита Теофила, а друго за Ердељу предговором ердељског митрополита Генадија.
Правила су узорак за литургијске и световне сврхе из Номоканона на старословенском, који је за све Славене преведен још од Светог Методија. 
Ова правила долазе одмах након чувеног влашког статута (5. октобра 1630. године), који кодифицира уобичајени влашки закон до тог времена.